# Даррелл, Маргарет
Маргарет «Марго» Изабель Мейбл Даррелл (англ. Margaret «Margo» Isabel Mabel Durrell; 4 мая 1919 года, Джаландхар, Пенджаб, Британская Индия — 16 января 2007 года, Борнмут, Дорсет, Великобритания) — младшая сестра романиста Лоуренса Даррелла и старшая сестра натуралиста, писателя и телеведущего Джеральда Даррелла: наиболее известна как персонаж его трилогии «Моя семья и другие звери» (1956), «Птицы, звери и родственники» (1969) и «Сад богов» (1978). Автор автобиографической книги «Что случилось с Марго? (51-й дом)» (1995).

## Биография
Родилась в Британской Индии, росла в Индии и Англии. В 1935 году она вместе с матерью Луизой Даррелл и братьями Джеральдом и Лесли переехала на остров Корфу, последовав за своим старшим братом Лоренсом, перебравшимся туда со своей первой женой Нэнси Майерс. Луиза, Джеральд и Лесли вернулись в Англию в 1939 году с началом Второй мировой войны, но Марго осталась на Корфу, деля сельский коттедж с местными друзьями.
Тогда же она познакомилась с пилотом Королевских ВВС Джеком Бризом, служившим на острове. Он убедил её, что оставаться на Корфу опасно, и они вместе отправились в Южную Африку, где поженились в 1940 году, а затем жили в Южной Африке до конца войны. После войны они переехали в Борнмут, у них родились двое сыновей — Джеральд и Николас.
После развода с мужем, получив свою долю отцовского наследства, Маргарет купила большой дом через дорогу от дома своей матери в Борнмуте, превратив его в пансионат. Зоологическая коллекция Джеральда Даррелла, ставшая основой его зоопарка, первоначально размещалась у неё во дворе. Позже у Марго был недолгий брак с музыкантом Малькольмом Дунканом. Она все ещё была очарована Грецией, поэтому подала заявку на работу на греческом круизном судне, плавающем по Карибскому морю, увидев объявление в газете.
Ее книга «Что случилось с Марго?» это юмористический отчёт о её опыте в качестве хозяйки пансионата в Борнмуте в конце 1940-х годов и включает в себя подробности жизни её семьи, в частности Лесли, Джеральда и Луизы Даррелл после их возвращения с Корфу. Книга была написана в 1960-х годах, но рукопись была обнаружена на чердаке внучкой почти 40 лет спустя и опубликована в 1995 год]у.
Маргарет Даррелл-Дункан умерла 16 января 2007 года в Борнмуте в возрасте 87 лет.

## Киновоплощения
- 1987 год — в мини-сериале «Моя семья и другие животные» ее играла Сара-Джейн Холм.
- 2005 год — в полнометражном фильме «Моя семья и другие звери» роль Марго исполнила Тамзин Мерчант.
- 2016—2019 год — в телесериале «Дарреллы», основанном на книгах Джеральда Даррелла о жизни на Корфу, роль Марго сыграла Дейзи Уотерстоун.